# Skinnskattebergs kyrka
Skinnskattebergs kyrka är en kyrkobyggnad som tillhör Skinnskatteberg med Hed och Gunnilbo församling i Västerås stift.  Kyrkan ligger i nära anslutning till Skinnskattebergs bruksherrgård, centralt i dagens tätort, två mil söder om Fagersta. Kyrkplatsen och den gamla bruksmiljön ingår i ett område av riksintresse för kulturmiljövården.  

## Kyrkobyggnaden

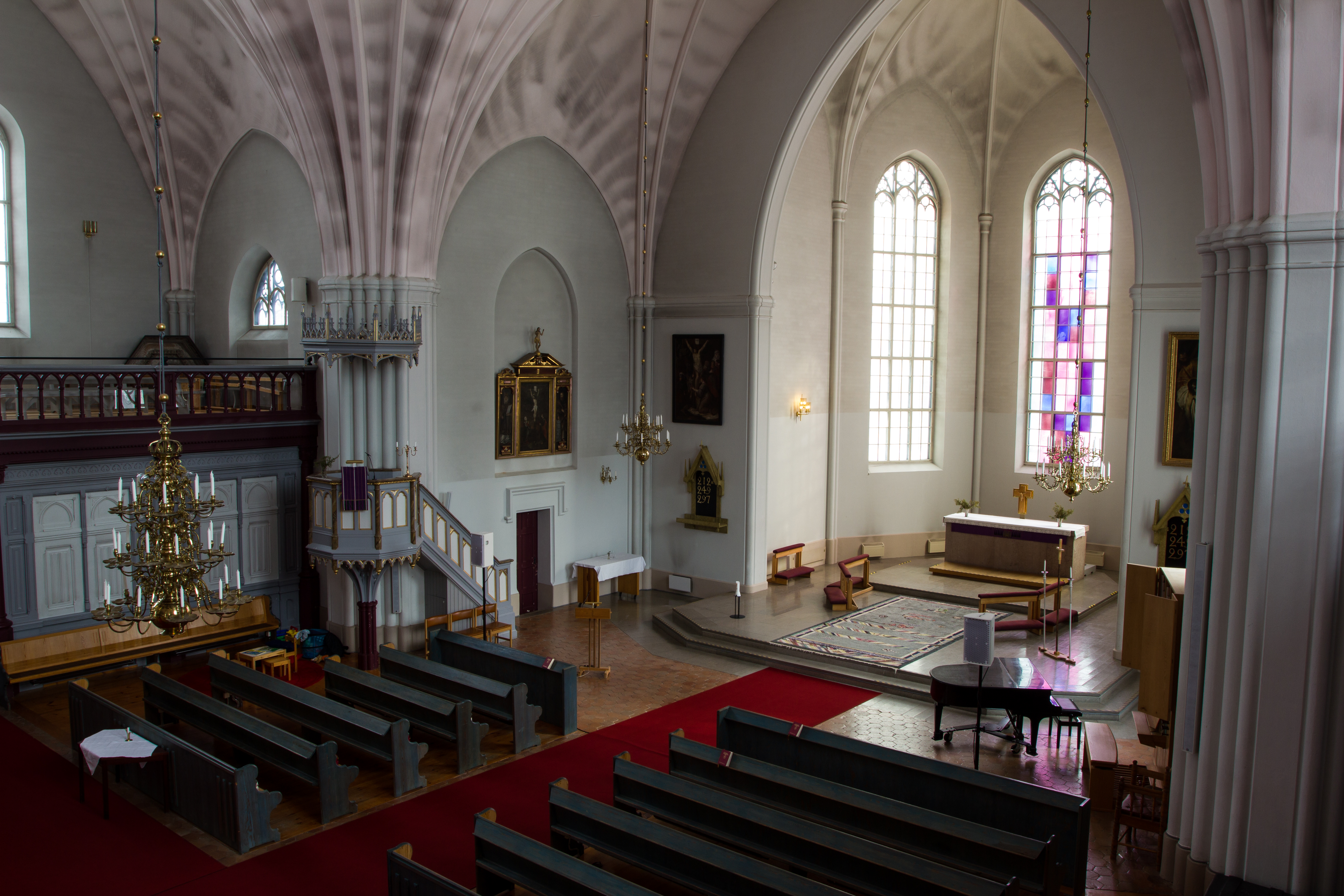
Interiörvy från södra körläktaren.

Skinnskattebergs kyrka ligger på en höjd som kallas Kyrkberget. På platsen har funnits två föregångare, den första ett kapell byggd i trä omkring 1490, alternativt 1540 (visitationsprotokollens uppgifter skiljer sig). Sedan Skinnskatteberg bildat egen socken byggdes en större träkyrka 1579. I mitten av 1800-talet var den i dåligt skick, dessutom för liten för den växande folkmängden.  Vid sockenstämma i oktober 1853 bestämdes att en ny kyrka skulle byggas. Den regionalt verksamme arkitekten Pehr Johan Ekman fick uppdraget. 
Grunden till Skinnskattebergs nuvarande kyrka lades år 1858, varefter murning pågick till hösten 1863. Följande år täcktes yttertaken med engelskt skiffer. Kyrkans arkitekt Per Johan Ekman kombinerade ett historiserande formspråk med moderna byggmetoder. Kyrkorummets stjärnvalv med trästomme var en innovation. Invigningen skedde midsommardagen 24 juni 1866 av biskop Christian Eric Fahlcrantz biträdd av domkyrkosysslomannen Hanngren och assisterad av 5 präster. Biskopinnan Fahlcrantz sjöng även en aria ur Årstiderna. 
Den senaste stora omgestaltningen skedde 1972, efter handlingar upprättade av arkitekt Claes Laurent. På nylagda kalkstensgolv byggdes dagens fristående, murade altare och en flyttbar altarring. En altartavla borttogs. Bakomvarande korfönster, som varit igensatt, togs åter upp och rutor med glas färgat i blå och rosa nyanser. Följaktligen  avfärgades valven svagt rosa och väggarna svagt blå. Senaste utvändiga renoveringen genomfördes 1991. 
Kyrkorummet täcks av putsade stjärnvalv, med stommar av trä. Ursprungligt golv av sexkantigt tegel ligger i mitt- och sidogångar, liksom i långhusets främre del. Uppe på västra läktaren höjer sig fasaden till en Setterquist-orgel från 1866.
Prästgården utgörs av ett bostadshus i timmer klädd med gul locklistpanel, uppfört 1804. Kantorsbostaden, ett timrat hus med faluröd locklistpanel, uppfördes samma år.

## Inventarier
Dopfunten tillverkades av mässing 1684 och är en gåva av Lars Nilsson i Godkärra. Tillhörande dopskål av silver är från 1782. En tennskål är från 1700-talet.
Orgel
1866 byggdes en orgel av Erik Adolf Setterquist, Örebro, med 16 stämmor.

## Bilder

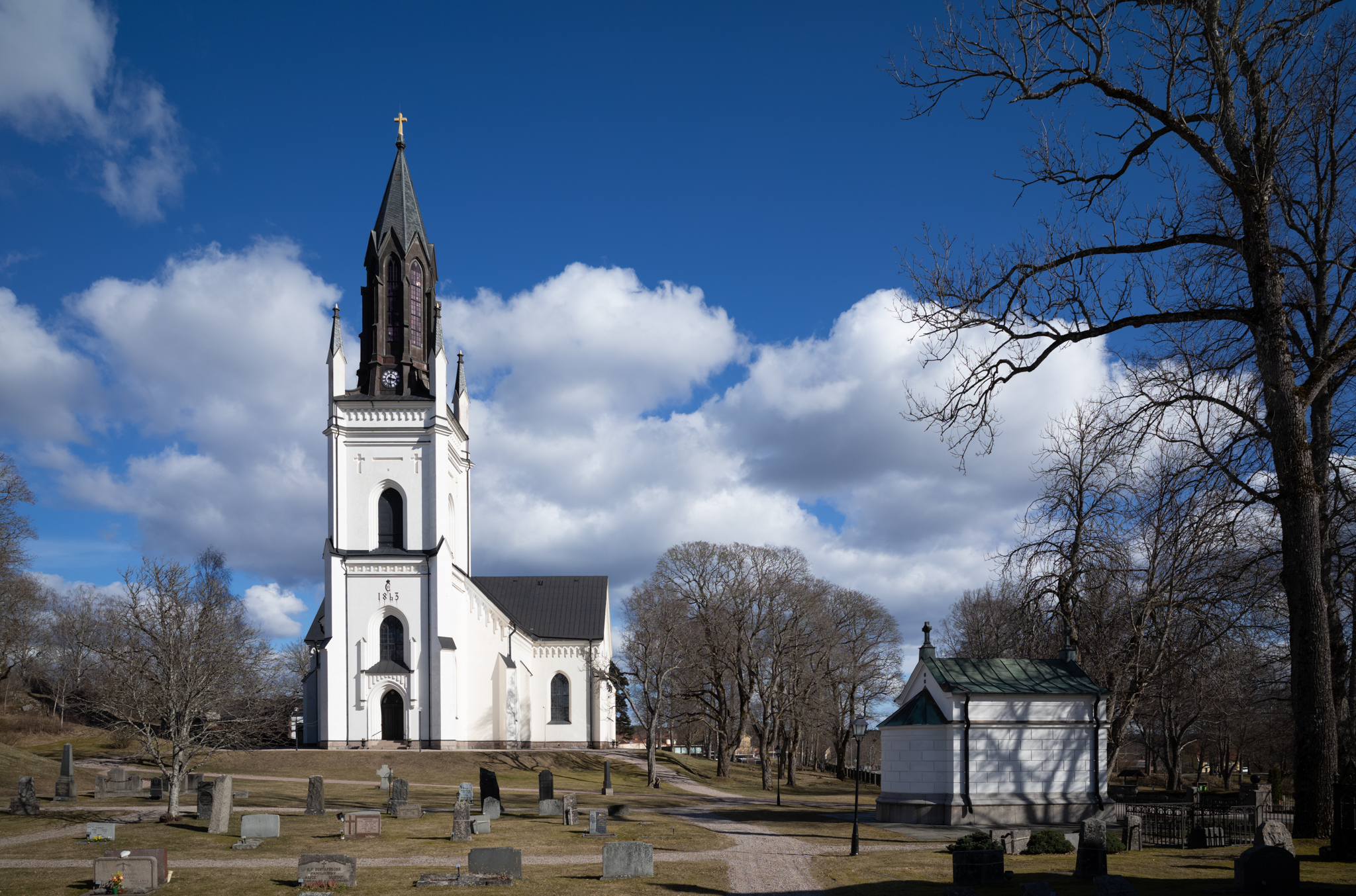
7 april 2021
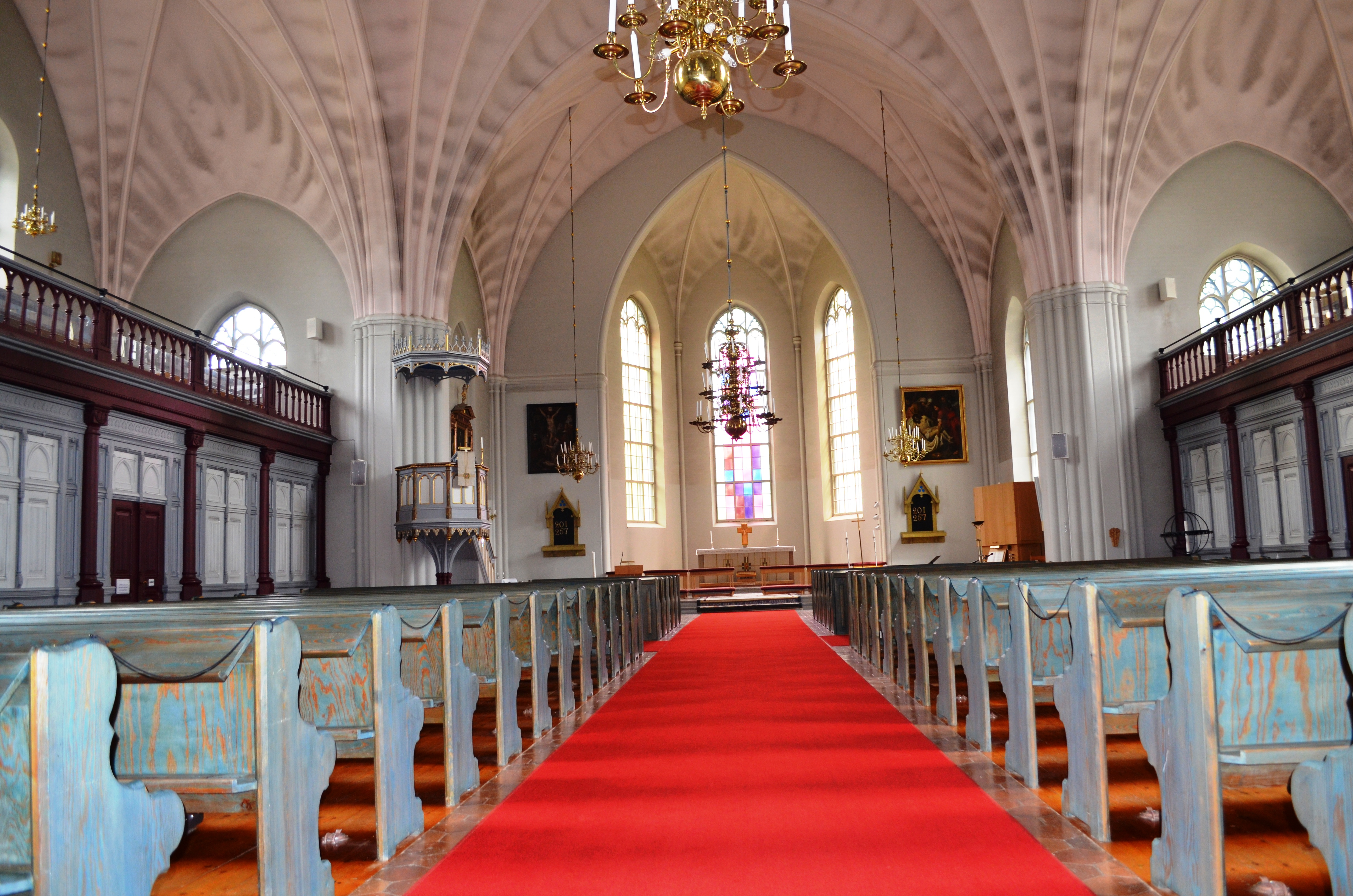
Skinnskattebergs kyrkas kyrksal
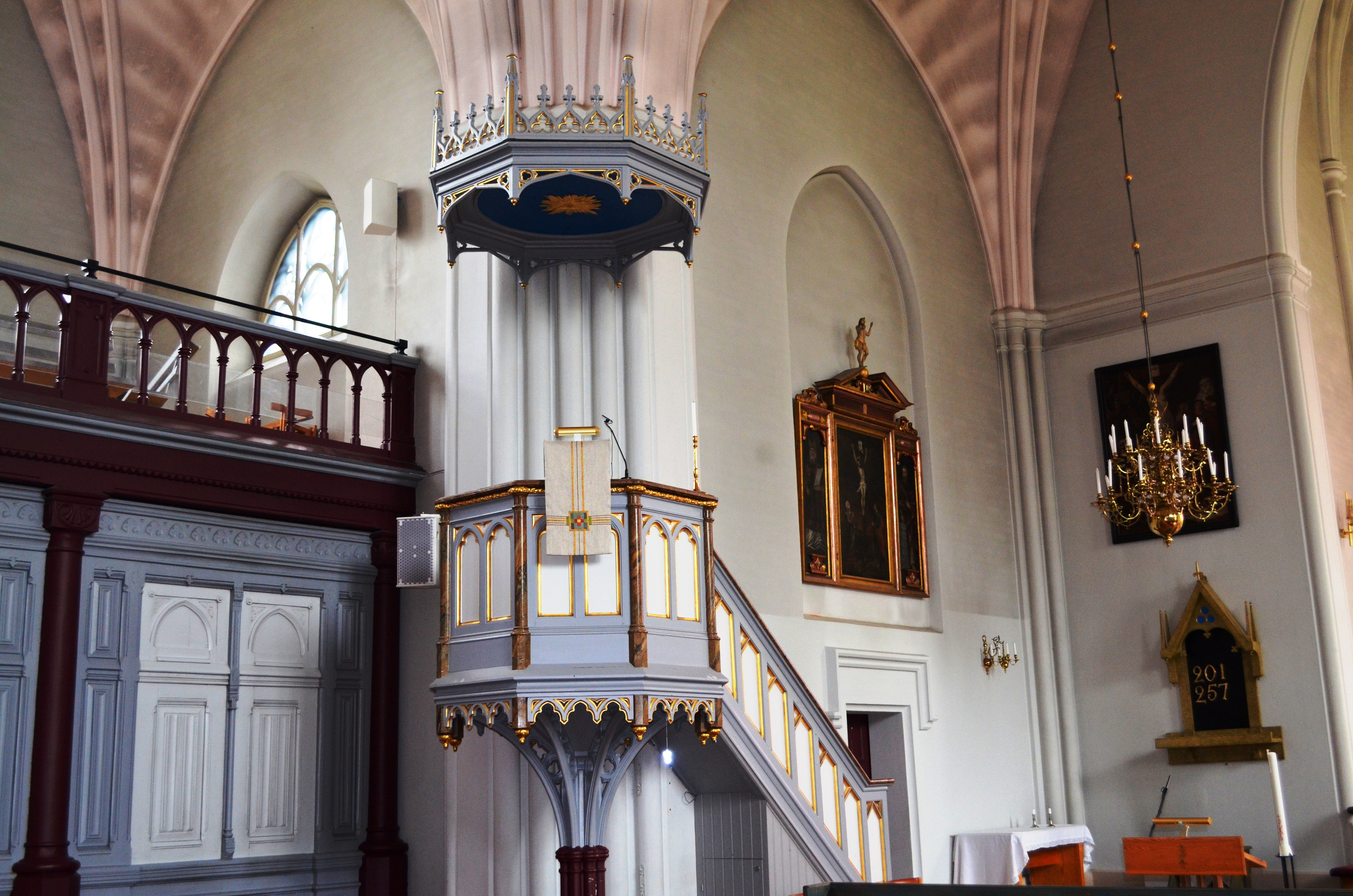
Skinnskattebergs kyrkas predikstol
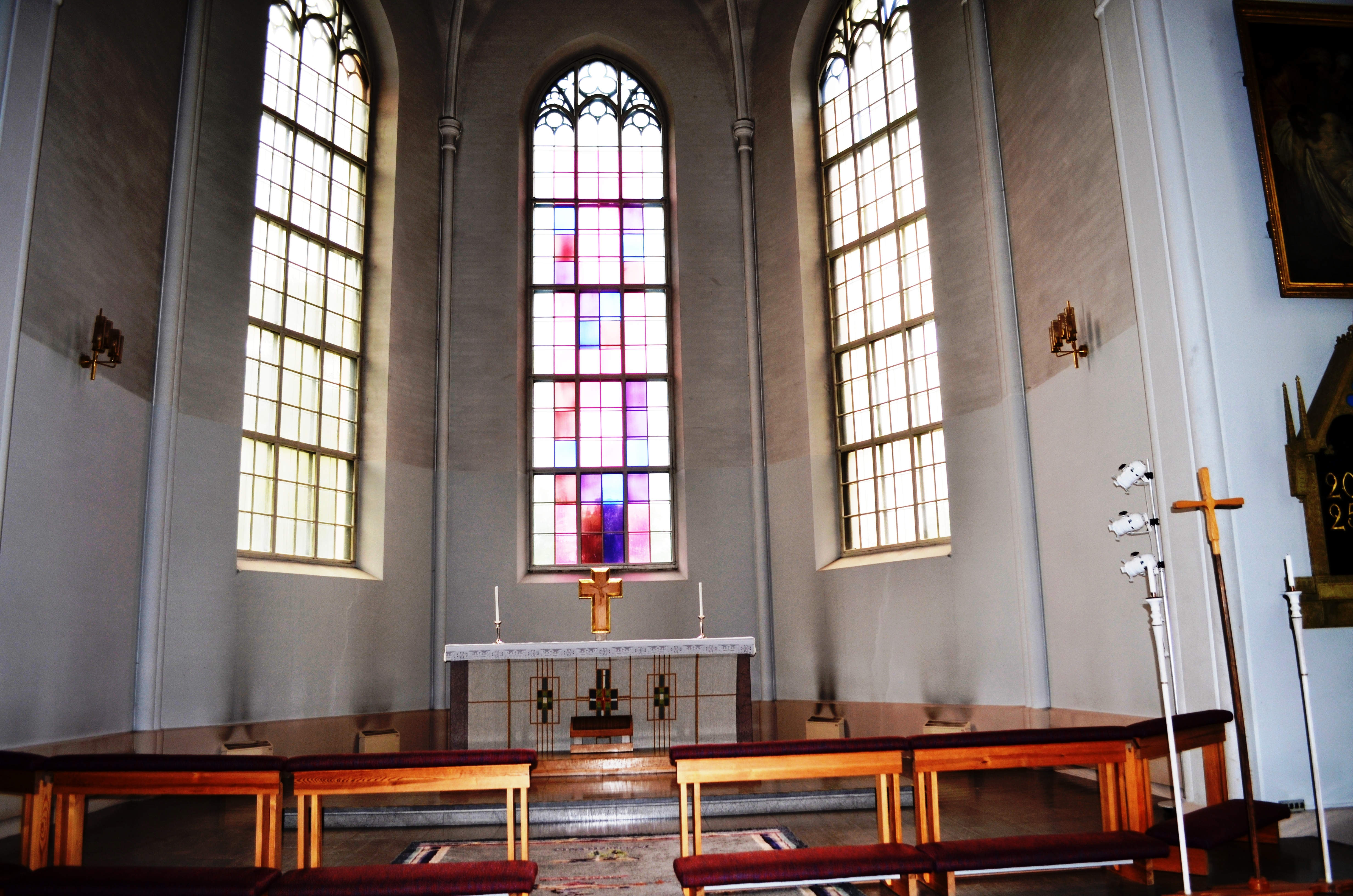
Skinnskattebergs kyrkas altare
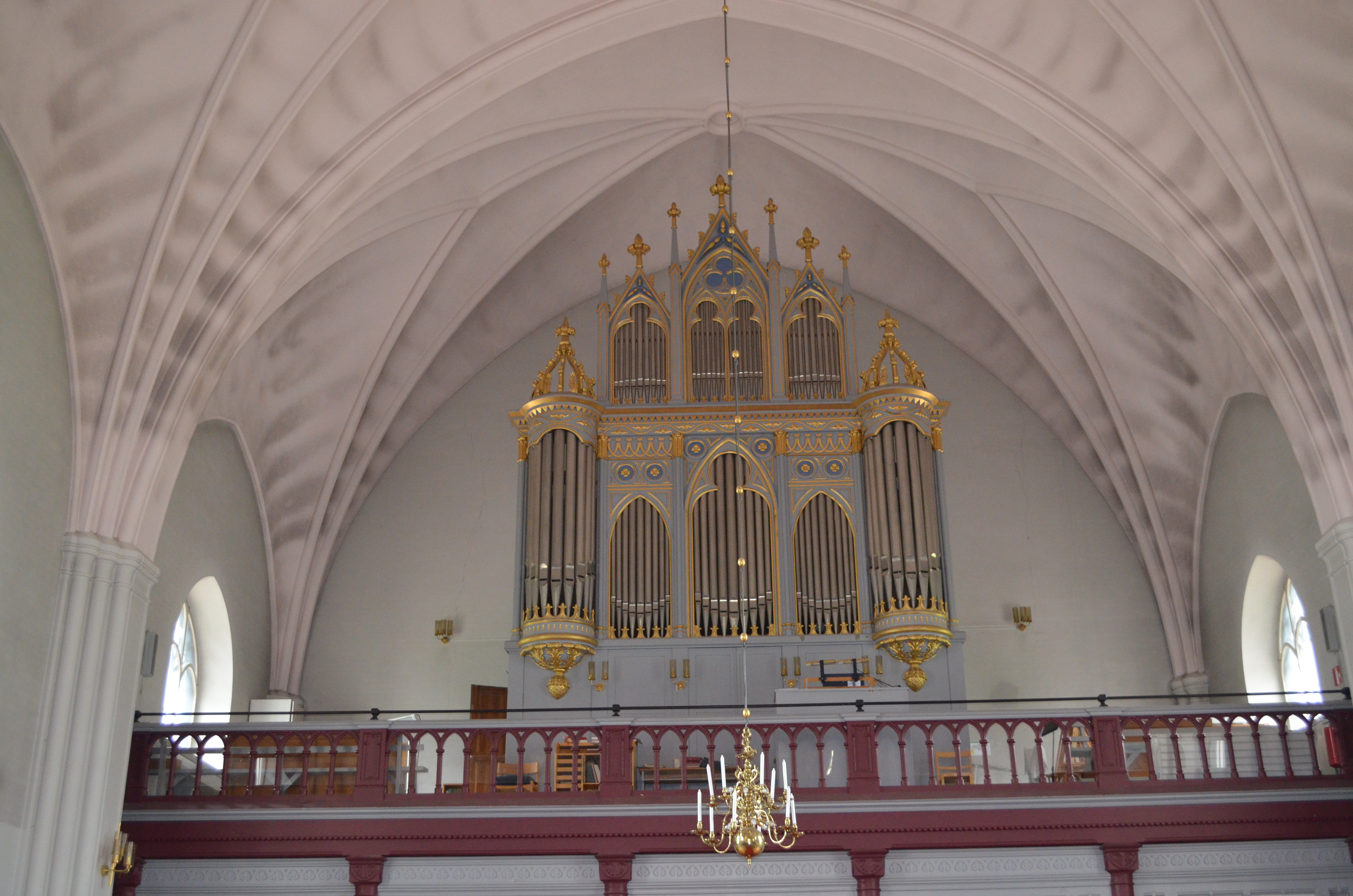
Skinnskattebergs kyrkas orgelläktare